# Rue Mario-Pavrone
La rue Mario-Pavrone est une voie marseillaise en ligne droite située dans le 14e arrondissement de Marseille. 

## Situation et accès
Elle va du boulevard Henri-Maulini à la rue Léo-Lagrange.

## Origine du nom
La rue porte le nom de Mario Pavrone (1907-1944), charpentier italien domicilié à Marseille, mort au combat lors de la Libération de Marseille.

## Historique
Par le passé, elle s’appelait « rue Berthe », du prénom de l'une des filles de Giraud d'Agay qui cède le terrain à la Ville de Marseille (une rue du 8e arrondissement porte ce nom en 2021).